# جایزه بزرگ غرب ایالات متحده ۱۹۸۲
جایزه بزرگ غرب ایالات متحده ۱۹۸۲ (انگلیسی: ‎1982 United States Grand Prix West‎)، که به‌طور رسمی با نام جایزه بزرگ تویوتای لانگ بیچ شناخته می‌شود، یک مسابقهٔ موتوری در رشتهٔ اتومبیل‌رانی فرمول یک بود که در تاریخ ۴ آوریل ۱۹۸۲ در پیست لانگ بیچ واقع در لانگ بیچ، کالیفرنیا، ایالات متحده آمریکا برگزار شد. این گراند پری در میان ۱۶ گراند پری در فصل ۱۹۸۲، مسابقهٔ شمارهٔ ۳ بود.
در این مسابقه که در ۷۵٫۵ دور و به مسافت ۲۵۸٫۸۱۴ کیلومتر (۱۶۰٫۸۲۰ مایل) برگزار شد، پول پوزیشن توسط آندرئا د چزاریس کسب شد و سریع‌ترین زمان برای طی یک دور پیست که برابر با ۱:۳۰٫۸۳۱ بود نیز توسط نیکی لائودا به ثبت رسید.
نیکی لائودا از تیم مک‌لارن-فورد، ککه روسبرگ از تیم ویلیامز-فورد و ریکاردو پاتریس از تیم برابام-فورد به‌ترتیب مقام‌های اول تا سوم مسابقه را کسب کردند.

## رده‌بندی قهرمانی پس از مسابقه
| جایگاه | راننده        | امتیاز |
| ------ | ------------- | ------ |
| ۱      | آلن پروست     | ۱۸     |
| ۲      | نیکی لائودا   | ۱۲     |
| ۳      | ککه روسبرگ    | ۸      |
| ۴      | جان واتسون    | ۸      |
| ۵      | کارلوس روتمان | ۶      |
| منبع:  |               |        |

| جایگاه | سازنده       | امتیاز |
| ------ | ------------ | ------ |
| ۱      | رنو          | ۲۲     |
| ۲      | مک‌لارن-فورد  | ۲۰     |
| ۳      | ویلیامز-فورد | ۱۴     |
| ۴      | لوتوس-فورد   | ۶      |
| ۵      | تایرل-فورد   | ۶      |
| منبع:  |              |        |

یادداشت
- تنها پنج جایگاه نخست از هر رده‌بندی نمایش داده شده است.